# Équipe de Namibie de rugby à XV
L’équipe de Namibie de rugby à XV, surnommée les Welwitschias, rassemble les meilleurs joueurs de Namibie. Ce pays est représenté au niveau international depuis 1990, date de l'accession à l'indépendance. Toutefois, le rugby à XV en Namibie remonte à l'occupation de ce qui était alors le Sud-Ouest africain par l'Afrique du Sud et a depuis été fortement influencé par son voisin du Sud. Dès 1954, la sélection du Sud-Ouest africain joue dans le championnat sud-africain, la Currie Cup et à partir de 1955, elle accueille à plusieurs reprises dans sa capitale Windhoek des équipes nationales en tournée en Afrique du Sud. Elle a disputé son premier test match en 1990, juste après l'indépendance de la République de Namibie.
Jusqu'à présent, la Namibie a participé à six Coupes du monde, au cours desquels elle a été éliminée au premier tour à chaque fois. Depuis 2000, la Namibie participe également à la Coupe d'Afrique tous les ans et est le vainqueur record du tournoi avec neuf titres.
Les Namibiens jouent en maillot bleu, short bleu foncé et bas rouges. On les surnomme Welwitschias en référence à une plante endémique qui pousse dans le désert du Namib. Ils furent également surnommés Biltongboere (en référence au biltong, viande séchée typique de l’Afrique du Sud) mais ce nom, rappelant la période d'apartheid, est désormais rejeté par les intéressés et leurs instances,.
La Namibie occupe la 21e place du classement World Rugby avant la Coupe du monde 2023.

## Organisation
La fédération namibienne de rugby à XV (NRU) est responsable de l'organisation du rugby à XV en Namibie. Elle est fondée en 1990 pour succéder à l'association régionale South West Africa Rugby Football Union et devient la même année membre à part entière de l'International Rugby Board (IRB, aujourd'hui World Rugby). La NRU est également membre depuis 1992 de l'association continentale Rugby Afrique, créée six ans plus tôt. Depuis août 2018, le rugby est l'un des sports nationaux de la Namibie, avec le football et le netball.
La plus haute ligue de rugby à XV de Namibie est la Rugby Premier League (RPL), qui compte huit équipes. Une grande partie des joueurs évoluant pour l'équipe nationale provient de cette ligue, et d'autres joueurs évoluant principalement en Afrique du Sud et en France.
Outre l'équipe nationale proprement dite, la fédération namibienne de rugby à XV convoque d'autres sélections. Comme d'autres nations de rugby, la Namibie dispose d'une équipe nationale des moins de 20 ans qui participe aux championnats du monde correspondants, à laquelle s'ajoute la Namibia Sevens, l'équipe nationale de rugby à sept. Les enfants et les jeunes sont initiés au rugby dès l'école et, en fonction de leur intérêt et de leur talent, ils commencent ensuite leur formation.

## Histoire

### Introduction et diffusion du rugby en Namibie
Dans la colonie du Sud-Ouest africain allemand (1884-1915), le rugby était totalement inconnu. Après la capitulation des troupes de protection allemandes en juillet 1915, l'Union sud-africaine prit en charge l'administration du territoire, à partir de 1919, en tant que puissance protectrice désignée par un mandat de la Société des Nations. En 1916, alors que la Première Guerre mondiale était encore en cours, neuf Sud-Africains se réunirent dans la capitale Windhoek pour fonder une association régionale, la Damaraland Rugby Football Union. La même année, le premier club est fondé et le premier match documenté est disputé avec un ballon de football, faute de ballons de rugby. Le premier terrain de jeu connu se situait entre le terrain de la gare et la Kaiserstraße (actuelle Independence Avenue). Sur le plan organisationnel, l'association régionale dépendait du South African Rugby Board, le prédécesseur de l'actuelle fédération sud-africaine de rugby à XV.
En 1925, 1929 et 1951, une équipe sélectionnée par la Damaraland Rugby Football Union fait le tour de l'Afrique du Sud proprement dite. La première équipe sud-africaine en visite à Windhoek fut les Ikeys de l'université du Cap en 1938. En 1952, l'association régionale est rebaptisée South West Africa Rugby Football Union (SWARFU) et organise une autre tournée en Afrique du Sud la même année. Jusqu'à présent, il n'y avait pas de terrain de rugby avec du gazon dans toute le Sud-Ouest africain. Cela change en 1954, lorsque la municipalité de Windhoek met à disposition un terrain adéquat. C'est également en 1954 que la sélection de la SWARFU commence à participer au championnat sud-africain, la Currie Cup. Cette intégration dans le circuit national signifiait que le Sud-Ouest africain était désormais un adversaire intéressant pour les équipes étrangères. Le premier match international a eu lieu le 5 juillet 1955, lorsque les Lions britanniques et irlandais font un détour par Windhoek au cours de leur tournée de 24 matches en Afrique du Sud. La sélection des Lions s'impose 9-0 devant quelque 5 000 spectateurs. Par la suite, des visites régulières en tournée ont été effectuées non seulement par les Lions, mais aussi par l'Australie, la France, la Nouvelle-Zélande et la Rhodésie. Les résultats les plus remarquables furent deux matchs nuls : un 14-14 contre les Australiens le 27 juillet 1961 et un 13-13 contre les Français le 7 juin 1975.

### Période de l'apartheid
Après avoir quitté le Commonwealth en 1961, l'Afrique du Sud commence à considérer le Sud-Ouest africain comme une partie intégrante de son territoire national. Les Nations unies ont pourtant retiré leur mandat à l'Afrique du Sud, mais le gouvernement n'en a pas tenu compte. Avec l'annexion de fait, elle introduit également dans le Sud-Ouest africain les lois de l'apartheid, qui ancraient dans la loi une stricte séparation des groupes de population sud-africains en « blancs » et « non-blancs ». Un an auparavant, l'Armée populaire de libération de Namibie, une branche armée de la SWAPO, avait lancé la lutte de libération de la Namibie. Les rebelles du sud-ouest africain ont accueilli favorablement le boycott du régime d'apartheid et ont explicitement soutenu les mouvements de protestation dans d'autres pays. La signature de l'accord de Gleneagles par 33 États membres du Commonwealth le 15 juin 1977 a encore accentué l'isolement sportif de l'Afrique du Sud. Il prévoyait la déconnexion systématique du pays du monde sportif du Commonwealth afin de lutter contre la politique d'apartheid. L'accord prévoyait également des possibilités de sanctions pour les membres qui ne respecteraient pas cet accord et l'accord se prononçait en faveur de l'exclusion des associations dont l'orientation raciste était avérée sur la scène sportive internationale.
Comme le Sud-Ouest africain est administré de facto comme une cinquième province d'Afrique du Sud à partir de 1961, les mesures de boycott s'appliquaient également au rugby local. À partir de 1977, le Sud-Ouest africain n'a plus reçu la moindre visite internationale. La sélection de la South West Africa Rugby Football Union ne put plus effectuer que deux tournées dans des pays d'Amérique du Sud. La première s'est déroulée au Chili et en Uruguay en 1983 (une défaite et une victoire), la seconde au Chili et au Paraguay en 1988 (deux victoires). En Currie Cup, le Sud-Ouest africain joue principalement en deuxième ou troisième division pendant cette période. En 1987, le Sud-Ouest africain accède à la première division en battant l'équipe du Western Transvaal 24 à 12 en finale. À la fin de la saison suivante, en 1988, le Sud-Ouest africain se classe troisième derrière le Northern Transvaal et la Western Province, ce qui constitue son meilleur résultat. À la fin de la saison 1989, l'Afrique du Sud-Ouest termine à la sixième place et la SWARFU retire son équipe de la compétition. Elle justifie sa décision par l'incertitude liée à l'indépendance imminente de la Namibie.

### Après l'indépendance
La République de Namibie devient un État indépendant le 21 mars 1990. Le même jour, la nouvelle fédération nationale, la Namibia Rugby Union (NRU), remplace la SWARFU et s'affilie immédiatement à l'International Rugby Board (IRB, aujourd'hui World Rugby). Le jour même de l'indépendance, le premier test-match a lieu à Windhoek, au cours duquel les Namibiens battent le Zimbabwe 33 à 18, mais c'était trop tard pour pouvoir participer aux qualifications pour la Coupe du monde 1991. Toutefois, la fédération réussit à inviter plusieurs adversaires de renom en Namibie, d'autant plus que l'équipe qui avait participé au championnat sud-africain la saison précédente était encore en grande partie intacte. En juin 1990, le pays de Galles est invité et s'impose de justesse à chaque fois contre les hôtes lors de deux matchs amicaux. Le premier match à l'extérieur des Namibiens, en mai 1991, s'est soldé par une victoire 34-12 contre le Portugal. En juin 1991, la Namibie accueille également l'Italie en préparation à la Coupe du monde, et remporte deux victoires lors des deux matchs. Une surprise encore plus grande est survenue un mois plus tard, lorsque les Namibiens battent l'Irlande dans deux autres matchs amicaux.
En avril 1998, la Namibie entre dans le troisième tour des qualifications pour la Coupe du monde. Après une défaite à l'extérieur contre la Tunisie, la Namibie s'impose à domicile contre le Zimbabwe. Les trois équipes participantes ont chacune remporté une victoire et subit une défaite. Le vainqueur du groupe, le Zimbabwe, et le deuxième, la Namibie, accèdent au quatrième tour grâce à un meilleur score, tandis que la Tunisie a été éliminée. En septembre 1998, à Rabat, la capitale marocaine, la Namibie se qualifie pour la Coupe du monde 1999 en battant la Côte d'Ivoire, le Maroc et le Zimbabwe. La participation à la Coupe du monde a d'abord semblé compromise, car la commission sportive du gouvernement namibien a interdit à l'équipe nationale de participer à un tournoi de préparation en Afrique du Sud et a menacé de lui retirer son droit de participation à la Coupe du monde. Après avoir reçu des garanties de la part de la fédération, l'équipe nationale a tout de même participé au mondial, qui s'est déroulée dans les pays de l'ex-Tournoi des Cinq Nations. Elle y a subi trois nettes défaites en trois matchs contre les Fidji (18-67), la France (13-47) et le Canada (11-72). La seule lueur d'espoir du tournoi fut un essai précoce contre la France, qui permit à l'équipe d'équilibrer le score jusqu'à la 27e minute de jeu.

### Début des années 2000
Les Namibiens participent à la première édition de la Coupe d'Afrique en 2000, durant laquelle ils terminent à la deuxième place de leur groupe derrière l'Afrique du Sud, manquant ainsi de se qualifier pour la finale. De même lors de l'édition suivante en 2001. La Coupe d'Afrique 2002 sert de tournoi de qualification de la zone Afrique pour la Coupe du monde 2003. Cette fois, la Namibie termine à la première place de son groupe et atteint la finale. Lors de la finale aller à Windhoek contre la Tunisie, le score est de 26-19 pour les namibiens, puis au retour, à Tunis, les Tunisiens l'emportent 24-17. Il y alors égalité parfaite au nombre de points inscrits par chaque pays, cependant grâce à un plus grand nombre d'essais marqués, la Namibie remporte son premier titre de champion d'Afrique et se qualifie pour la Coupe du monde 2003,. Ensuite, la Coupe d'Afrique 2003 sert de préparation au mondial. Terminant à la première place de son groupe, la Namibie se qualifie pour les demi-finales où elle bat nettement l'Ouganda (82-13). La compétition est ensuite interrompue par la Coupe du monde se déroulant en Australie. Comme elle pouvait s'y attendre, la Namibie n'a eu aucune chance lors du premier tour et perd nettement tous ces matchs contre l'Argentine (14-67), l'Irlande (7-64), l'Australie (0-142) et la Roumanie (7-37). Face aux Wallabies, les Namibiens ont mis au repos plusieurs joueurs de cadres de l'équipe en vue du match contre la Roumanie, ce qui a contribué à cette défaite historique. Tandis que la Namibie subissait la plus lourde défaite de l'histoire de la Coupe du monde pour une équipe, les Australiens établissaient de nouveaux records en termes de différence de points et d'essais marqués. Rudie van Vuuren, qui avait participé huit mois plus tôt à la Coupe du monde de cricket 2003 en Afrique du Sud avec l'équipe nationale namibienne de cricket, est devenu le premier sportif à participer à deux Coupes du monde dans deux sports différents durant la même année.
Quatre mois plus tard, de retour du mondial, la Namibie dispute de la finale de la Coupe d'Afrique 2003 en février 2004 et s'incline 7 à 27 contre le Maroc à Casablanca. La revanche est prise la même année dans le cadre de la Coupe d'Afrique 2004. Après avoir battu la Zambie et le Kenya au tour préliminaire, les Namibiens s'imposent contre le Zimbabwe en demi-finale. En finale, ils retrouvent le Maroc à Windhoek et remportent le match 39-22, décrochant ainsi leur deuxième titre de champion d'Afrique. En revanche, la Coupe d'Afrique 2005 a été décevante. En effet, après deux victoires contre la Côte d'Ivoire et Madagascar durant le tour préliminaire, les Namibiens sont battus en demi-finale par le Maroc sur le score de 49 à 0,.
La Coupe d'Afrique 2006 fait partie des qualifications pour la Coupe du monde 2007. Lors du tour préliminaire, la Namibie remporte ses deux matchs à domicile contre la Tunisie et le Kenya, mais a subi une défaite à l'extérieur contre chacune de ces équipes. Les trois équipes finissent avec le même nombre de points au classement, mais la Namibie prend la première place grâce à une meilleure différence de points et se qualifie pour les demi-finales. En battant le Maroc 27 à 9 à l'extérieur, elle se qualifie pour la troisième fois consécutive pour une coupe du monde. En finale, chez eux à Windhoek, les Namibiens affrontent une sélection amateur de l'Afrique du Sud et se s'incline de justesse (27-29).

### Crises et succès sporadiques
La Coupe d'Afrique 2007 a été décevante, puisque les Namibiens terminent à la deuxième place de leur groupe, synonyme d'élimination dès le premier tour. La même année, ils participent également pour la première fois à la Coupe des nations où ils concèdent trois défaites en trois rencontres. Puis, après cette compétition, la Namibie et l’Afrique du Sud s'affrontent pour la première fois, malgré la proximité géographique, lors d'un match amical au mois d'août 2007 en préparation du mondial (défaite namibienne 13-105 au Cap). Avant la Coupe du monde 2007 en France, la Namibie est le moins bien classée de tous les participants au classement mondial. Elle perd son premier match de la compétition contre l'Irlande (17-32), réussissant toutefois à marquer deux essais. Des défaites importantes ont suivi contre la France (10-87) et l'Argentine (3-63). Lors du dernier match contre la Géorgie, où elle espérait avoir le plus de chances de gagner, la Namibie subit une défaite 30 à 0 et quitte de nouveau le tournoi sans victoire.
Après neuf défaites consécutives, la Namibie renoue avec le succès lors de la Coupe d'Afrique 2008-2009. L'équipe se hisse jusqu'en finale, à nouveau contre la Tunisie. Le match aller à l'extérieur et le match retour à domicile se sont soldés par des victoires, ce qui lui permet de remporter son troisième titre de champion d'Afrique et de participer à la prochaine Coupe du monde. Ensuite, après trois ans d'absence, la Namibie est invitée pour la Coupe des nations 2010, lors de laquelle les elle se révèle comme étant la surprise du tournoi, en battant d'abord le pays hôte, la Roumanie, puis l'Écosse A, l'équipe réserve écossaise. La décision pour la victoire du tournoi est prise lors du troisième match contre la Géorgie, que les Namibiens remportent 21-16 grâce notamment à un excellent match de son capitaine Jacques Burger. Si l'on considère le niveau de jeu des équipes participantes, ce succès est peut-être le plus important pour l'équipe nationale. En revanche, la défense du titre a été un échec avec une quatrième place lors de la Coupe des nations 2011.
Comme attendu, les Namibiens ne réussissent pas à se démarquer lors de la Coupe du monde 2011 en Nouvelle-Zélande. Ils ont dans un premier temps tenu bon contre les Fidji pendant avant de craquer et de finalement s'incliner 25-49. Le match contre les Samoa se déroule de manière similaire, avec une défaite de 12 à 49. Enfin, la Namibie n'a eu aucune chance lors des matchs contre l'Afrique du Sud (87-0) et le pays de Galles (81-7). Avec ces résultats, la Namibie est la plus mauvaise des 20 équipes participantes. Le capitaine de l'équipe, Jacques Burger, est toutefois désigné comme l'un des cinq meilleurs joueurs du tournoi par l'IRB : il a été « une lumière brillante dans son équipe tout au long du tournoi », car il a continué à plaquer sans relâche et à forcer les échanges de balles en mêlée alors que le score de l'adversaire ne cessait d'augmenter.
Ayant renoncé à participer à la Coupe d'Afrique en 2010 et 2011, les Namibiens avaient entre-temps été relégués en deuxième division. Lors de l'édition 2012, ils visent une remontée immédiate en se qualifiant pour la finale, se jouant dans la capitale malgache Antananarivo. Cependant, devant plus de 35 000 spectateurs, la finale contre le pays hôte Madagascar ne se déroule pas comme prévu. Après le temps réglementaire, le score est de 43-43, puis de 54-50 pour la Namibie juste avant la fin des prolongations. Dans la dernière minute, les Malgaches réussissent à marquer un essai avec et le score final passe à 54-57, privant ainsi les Namibiens d'une promotion qu'ils pensaient acquise dans l'un des matchs internationaux les plus riches en points de l'histoire. Lors de la Coupe d'Afrique 2013, la Namibie prend un nouvel élan et s'impose en finale contre la Tunisie 45-13. Ainsi, l'équipe retrouve sa place dans la plus haute division quatre ans après l'avoir quittée.

### Série de victoires en Coupe d'Afrique

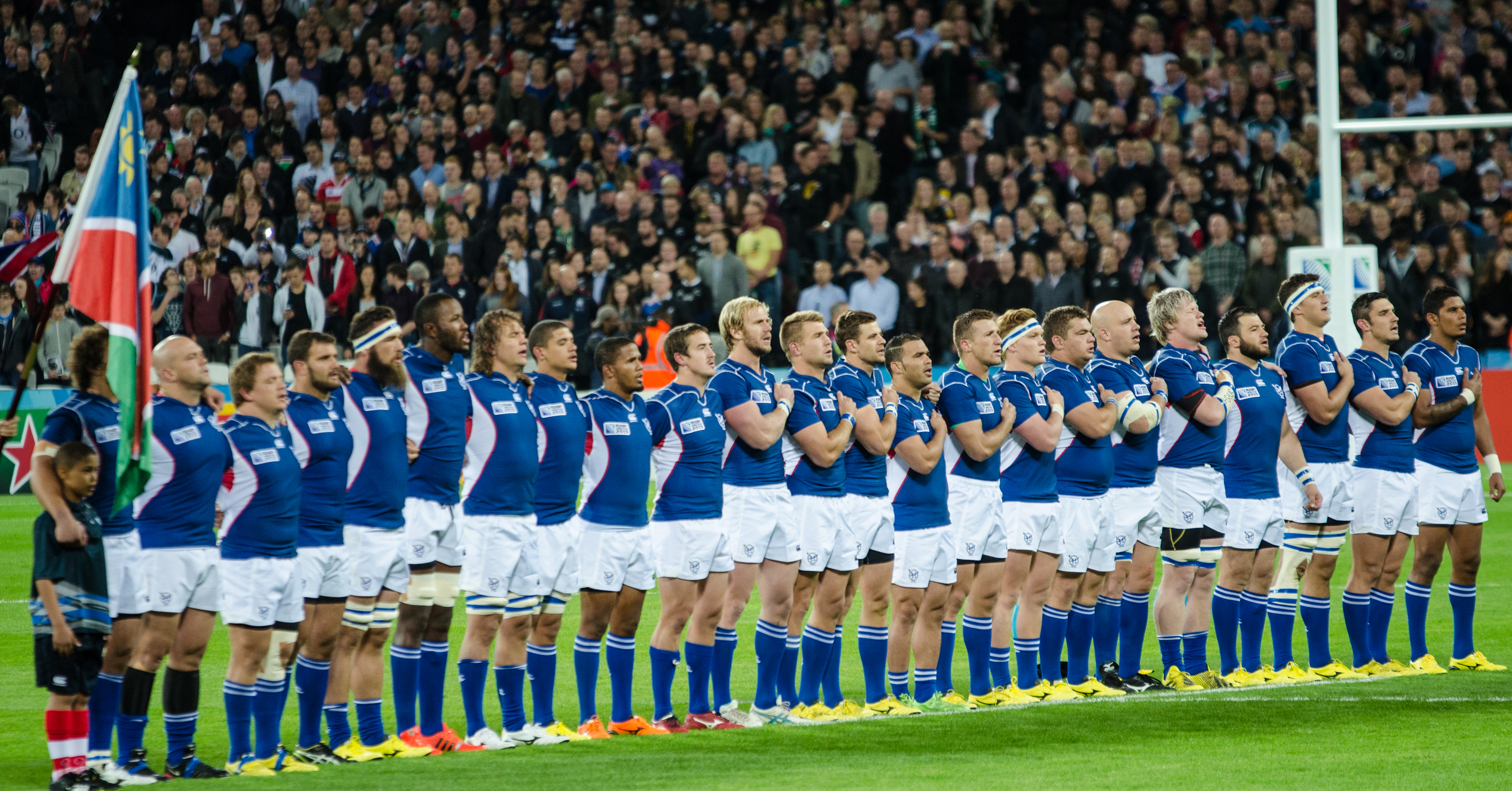
Équipe de Namibie à la Coupe du monde 2015 avant le match contre les All Blacks.

Lors de la Coupe d'Afrique 2014, trois équipes finissent avec le même nombre de points au classement, mais la Namibie possède la meilleure différence de points et remporte ainsi le titre de champion pour la quatrième fois et se qualifie pour la Coupe du monde 2015. Ensuite, avec trois défaites, les Namibiens terminent à la dernière place de la Coupe des Nations 2015. Puis, durant la Coupe d'Afrique 2015, ils remportent leur cinquième titre continental, le deuxième consécutif, avec des victoires parfois très larges. Jusqu'à présent, les nombreux changements d'entraîneurs avaient été une caractéristique marquante de l'équipe nationale, ce qui a entraîné un manque de continuité dans son développement à long terme. En novembre 2014, la fédération namibienne annonce l'engagement de l'ancien international gallois Phil Davies. D'abord conseiller technique, il devient entraîneur national peu avant la Coupe du monde 2015 en Angleterre, où la Namibie est battue par le futur champion du monde, la Nouvelle-Zélande (58-14), les Tonga (35-21), la Géorgie (16-17) et l'Argentine (19-64). La défaite contre les Géorgiens a été de loin la plus serrée jusqu'à présent lors d'une coupe du monde. Même s'ils terminent à nouveau à la dernière place de leur groupe, les Namibiens obtiennent un point de bonus défensif au classement (pour une défaite par moins de sept points d'écart).
Lors de la Coupe des nations 2016, la Namibie fête sa première victoire contre l'Espagne et s'impose contre la réserve italienne dans le match pour la troisième place. Puis, comme l'année précédente, elle défend de nouveau son titre lors de la Coupe d'Afrique 2016. Lors de la Coupe d'Afrique 2017, la Namibie a une fois de plus pleinement assumé son rôle de favori, en battant parfois très nettement les autres participants et en remportant le tournoi pour la septième fois, le quatrième sacre d'affilée. Les Namibiens sont tout aussi dominants lors de la Coupe d'Afrique 2018, qui comptait également comme qualification pour la Coupe du monde. À l'issue du tournoi, ils remportent cinq victoires, décrochent leur huitième titre continental et obtiennent une place pour la Coupe du monde pour la sixième fois consécutive,. L'année suivante, malgré une victoire contre l'Uruguay, la Namibie termine à la dernière place de la Coupe des nations 2019. Lors de la Coupe du monde qui a suivi au Japon, Eugene Jantjies est le tout premier joueur namibien à participer à quatre coupes du monde. Lors du premier tour, son équipe est battue par l'Italie (47-22), par l'Afrique du Sud, future championne du monde (57-3), et par la Nouvelle-Zélande (71-9). Contre l'Italie, elle réussie au moins à marquer trois essais. Le quatrième match du tour préliminaire contre le Canada ne peut pas être disputé à cause du typhon Hagibis et est considéré comme un match nul 0-0.
En raison de la pandémie de Covid-19, aucun match n'a pu être disputé en 2020. En mars 2020, Johan Diergaardt succède à Davies au poste de sélectionneur. Il doit rester en poste jusqu'en 2023, mais il surprend tout le monde en annonçant sa démission immédiate dès le 9 décembre de la même année. Il justifie sa décision par le fait que la fédération n'avait pas rempli ses obligations contractuelles et ne s'était pas souciée du bien-être des joueurs. Depuis juin 2021, c'est Allister Coetzee, ancien sélectionneur des Springboks, qui est responsable de l'équipe. Sous sa direction, les Namibiens participent à la Coupe d'Afrique 2021-2022 après une pause de trois ans. Malgré une défaite surprenante contre la Côte d'Ivoire, ils accèdent à la phase à élimination directe qui, pour des raisons épidémiologiques, s'est déroulée dans le sud de la France. Ils y remportent la finale contre le Kenya et se qualifient pour la Coupe du monde 2023 en remportant leur neuvième titre continental,.

## Identité visuelle
La Namibie joue traditionnellement avec un maillot bleu foncé portant des touches de blanc et de rouge, un short blanc et des chaussettes bleues. À l'extérieur, le maillot est blanc avec des touches de bleu, un short bleu et des chaussettes blanches.

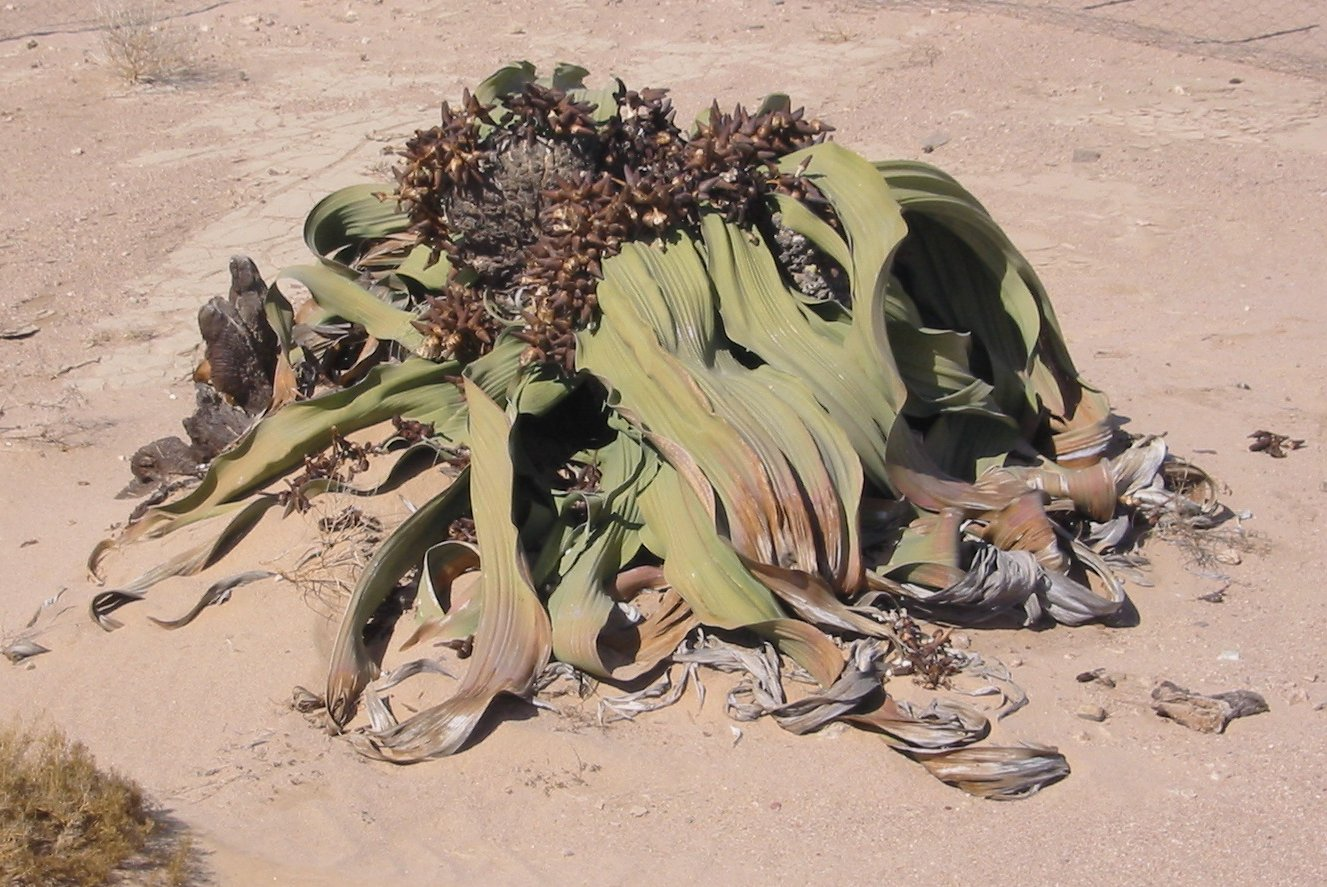
Plant de Welwitschia en Namibie

L'équipementier actuel de l'équipe nationale namibienne est le fabricant néo-zélandais d'articles de sport Canterbury of New Zealand, et le sponsor du maillot est la brasserie namibienne Namibia Breweries. Sur les maillots, le logo de la fédération apparaît sur le côté droit, le logo de l'équipementier à gauche et le logo du sponsor au milieu.
Le logo de la fédération namibienne de rugby à XV représente un aigle royal stylisé, l'animal emblématique de la Namibie. Le surnom de l'équipe nationale est Welwitschias, dérivé de la plante nationale namibienne du même nom.

## Stade
Le stade national de l'équipe nationale namibienne est le stade Hage Geingob (en) (jusqu'en 2018 South West Stadium), situé dans la capitale Windhoek, qui porte le nom du président Hage Geingob et a une capacité d'environ 10 000 spectateurs. À quelques exceptions près, tous les matchs à domicile ont été joués ici.

## Palmarès

### Coupe du monde
Le tableau suivant récapitule les performances des Namibiens en Coupe du monde.
| Édition | Organisateur                  | Place                  | Commentaire     |
| ------- | ----------------------------- | ---------------------- | --------------- |
| 1987    | Nouvelle-Zélande et Australie | Non invitée            |                 |
| 1991    | Angleterre                    | Non qualifiée          |                 |
| 1995    | Afrique du Sud                | Non qualifiée          |                 |
| 1999    | Pays de Galles                | Éliminée en poule (4e) | Namibie CM 1999 |
| 2003    | Australie                     | Éliminée en poule (5e) | Namibie CM 2003 |
| 2007    | France                        | Éliminée en poule (5e) | Namibie CM 2007 |
| 2011    | Nouvelle-Zélande              | Éliminée en poule (5e) | Namibie CM 2011 |
| 2015    | Angleterre                    | Éliminée en poule (5e) | Namibie CM 2015 |
| 2019    | Japon                         | Éliminée en poule (4e) | Namibie CM 2019 |
| 2023    | France                        | Éliminée en poule (5e) | Namibie CM 2023 |

### Coupe d'Afrique
Le tableau suivant récapitule les performances des Namibiens en Coupe d'Afrique de rugby à XV.
| Édition   | Division                   | Place           | Commentaire                                                                           |
| --------- | -------------------------- | --------------- | ------------------------------------------------------------------------------------- |
| 2000      | Gold Cup ("Top 6")         | 2e de poule     |                                                                                       |
| 2001      | Gold Cup ("Top 6")         | 2e de poule     |                                                                                       |
| 2002      | Gold Cup ("Top 6")         | Vainqueur       | La Namibie l'emporte au nombre d'essais marqués, au détriment de la Tunisie.          |
| 2003      | Gold Cup ("Top 9")         | Finaliste       |                                                                                       |
| 2004      | Gold Cup ("Top 10")        | Vainqueur       |                                                                                       |
| 2005      | Gold Cup ("Top 9")         | Demi-finaliste  |                                                                                       |
| 2006      | Gold Cup                   | Finaliste       |                                                                                       |
| 2007      | Gold Cup                   | 2e de poule     |                                                                                       |
| 2008-2009 | Gold Cup                   | Vainqueur       | La Namibie se qualifie pour la Coupe du monde 2011.                                   |
| 2010      | Non-disputée               | Non-disputée    | Non-disputée                                                                          |
| 2011      | Gold Cup ("Division 1A")   | 4e de poule     | Forfait pour l'ensemble de la compétition, la Namibie est reléguée en Gold Cup B.     |
| 2012      | Gold Cup B ("Division 1B") | Finaliste       |                                                                                       |
| 2013      | Gold Cup B ("Division 1B") | Vainqueur       | La Namibie remonte en première division de la Gold Cup.                               |
| 2014      | Gold Cup ("Division 1A")   | Vainqueur       | La Namibie l'emporte à la différence de points, au détriment du Zimbabwe et du Kenya. |
| 2015      | Gold Cup ("Division 1A")   | Vainqueur       | Grand Chelem.                                                                         |
| 2016      | Gold Cup ("Division 1A")   | Vainqueur       | Grand Chelem.                                                                         |
| 2017      | Gold Cup ("Division 1A")   | Vainqueur       | Grand Chelem.                                                                         |
| 2018      | Gold Cup                   | Vainqueur       | Grand Chelem.                                                                         |
| 2019-2020 | Coupe d'Afrique            | édition annulée | Pandémie de Covid-19                                                                  |
| 2021-2022 | Coupe d'Afrique            | Vainqueur       | La Namibie se qualifie pour la Coupe du monde 2023.                                   |

La Namibie, qui compte le plus de participations en Coupe d'Afrique au nombre de 19, occupe la première place du palmarès de la Coupe, avec 8 titres dans 4 Grand Chelems.

### Statistiques sur les confrontations
Le tableau suivant dresse le bilan des matches contre tous les adversaires de l'équipe de Namibie (mise à jour au 24 novembre 2018).

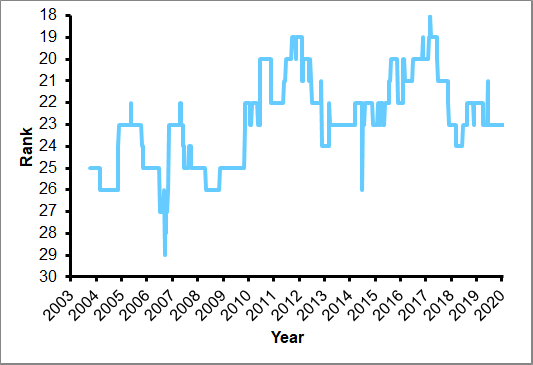
Classement World Rugby de la Namibie depuis 2003.

| Adversaires          | Matchs | Victoires | Nuls | Défaites | % de victoires |
| -------------------- | ------ | --------- | ---- | -------- | -------------- |
| Afrique du Sud       | 3      | 0         | 0    | 3        | 0,00           |
| Allemagne            | 2      | 2         | 0    | 0        | 100,00         |
| Argentine            | 3      | 0         | 0    | 3        | 0,00           |
| Australie            | 1      | 0         | 0    | 1        | 0,00           |
| Botswana             | 2      | 2         | 0    | 0        | 100,00         |
| Canada               | 2      | 0         | 0    | 2        | 0,00           |
| Côte d'Ivoire        | 5      | 3         | 1    | 1        | 60,00          |
| Espagne              | 6      | 1         | 0    | 5        | 16,67          |
| Fidji                | 2      | 0         | 0    | 2        | 0,00           |
| France               | 5      | 0         | 0    | 5        | 0,00           |
| Géorgie              | 5      | 1         | 0    | 4        | 20,00          |
| Golfe Persique       | 1      | 1         | 0    | 0        | 100,00         |
| Irlande              | 4      | 2         | 0    | 2        | 50,00          |
| Italie               | 5      | 2         | 0    | 3        | 40,00          |
| Kenya                | 13     | 10        | 0    | 3        | 76,92          |
| Lions                | 4      | 0         | 0    | 4        | 0,00           |
| Madagascar           | 4      | 3         | 0    | 1        | 75,00          |
| Maroc                | 8      | 5         | 1    | 2        | 62,50          |
| Nouvelle-Zélande     | 3      | 0         | 0    | 3        | 0,00           |
| Ouganda              | 5      | 4         | 0    | 1        | 80,00          |
| Pays de Galles       | 4      | 0         | 0    | 4        | 0,00           |
| Portugal             | 8      | 6         | 0    | 2        | 71,43          |
| Allemagne de l'Ouest | 1      | 1         | 0    | 0        | 100,00         |
| Roumanie             | 6      | 1         | 0    | 5        | 16,67          |
| Russie               | 6      | 2         | 0    | 4        | 33,33          |
| Samoa                | 2      | 0         | 0    | 2        | 0,00           |
| Sénégal              | 3      | 3         | 0    | 0        | 100,00         |
| Tonga                | 2      | 0         | 0    | 2        | 0,00           |
| Tunisie              | 11     | 8         | 0    | 3        | 72,73          |
| Uruguay              | 4      | 1         | 0    | 3        | 25,00          |
| Zambie               | 2      | 2         | 0    | 0        | 100,00         |
| Zimbabwe             | 31     | 28        | 0    | 3        | 90,30          |
| Total                | 161    | 88        | 2    | 71       | 54,65          |

## Clubs
- 19 clubs, 10 928 licenciés (IRB, au 26 juillet 2007)

Parmi les clubs namibiens on trouve, entre autres, les Wanderers de Windhoek, un des plus anciens et des plus prestigieux club du pays.

## Joueurs emblématiques
- Kees Lensing ; Jacques Burger ; Heino Senekal ; Skipper Badenhorst ; Riaan Jantjies ; Conrad Marais

## Records
(décembre 2024).
- Si vous ne connaissez pas le sujet, laissez ce bandeau (vous pouvez alors contacter les auteurs).
- Si vous supprimez le contenu mis en cause (vous pouvez préalablement contacter les auteurs),

argumentez précisément cette suppression dans la page de discussion
(un manque de référence n'est pas un argument ; une recherche réelle de référence doit avoir été effectuée, être formellement documentée).

### Record de sélections
| N° | Nom                 | Période   | Sélections |
| -- | ------------------- | --------- | ---------- |
| 1  | Eugene Jantjies     | 2006-2019 | 70         |
| 2  | Pieter-Jan van Lill | 2006-2023 | 63         |
| 3  | Chrysander Botha    | 2008-2018 | 55         |
| 4  | Tinus du Plessis    | 2006-2016 | 52         |
| 5  | Darryl de la Harpe  | 2010-2019 | 50         |
| 6  | Johnny Redelinghuys | 2006-2015 | 49         |
| 7  | JC Greyling         | 2014-2023 | 46         |
| 7  | Johan Tromp         | 2012-2021 | 46         |
| 9  | Rohan Kitshoff      | 2010-2019 | 45         |
| 10 | Casper Viviers      | 2010-2023 | 42         |

### Record d'essais marqués
| N° | Nom                      | Période   | Nombre d'essais marqués |
| -- | ------------------------ | --------- | ----------------------- |
| 1  | JC Greyling              | 2014-2023 | 29                      |
| 2  | Chrysander Botha         | 2008-2018 | 28                      |
| 3  | Gerhard Mans Jr          | 1990-1994 | 26                      |
| 4  | Rohan Kitshoff           | 2010-2019 | 22                      |
| 4  | Eden Meyer               | 1991-1996 | 22                      |
| 6  | Johan Tromp              | 2012-2021 | 21                      |
| 7  | Wian Conradie            | 2015-     | 14                      |
| 8  | Melrick Afrika           | 2003-2007 | 12                      |
| 8  | Johan Deysel             | 2013-2023 | 12                      |
| 8  | Louis van der Westhuizen | 2013-     | 12                      |

### Record de points marqués
| N° | Nom              | Période   | Points marqués |
| -- | ---------------- | --------- | -------------- |
| 1  | Theuns Kotzé     | 2011-2017 | 430            |
| 2  | Jaco Coetzee     | 1990-1995 | 335            |
| 3  | Cliven Loubser   | 2017-     | 218            |
| 4  | Chrysander Botha | 2008-2018 | 209            |
| 5  | Morne Schreuder  | 2002-2007 | 158            |
| 6  | JC Greyling      | 2014-2023 | 145            |
| 7  | Rudi van Vuuren  | 1997-2003 | 120            |
| 8  | Gerhard Mans Jr  | 1990-1994 | 114            |
| 9  | Rohan Kitshoff   | 2010-2019 | 110            |
| 10 | Eden Meyer       | 1991-1996 | 102            |

## Équipe en 2023
31 joueurs sont officiellement sélectionnés pour la Coupe du monde le 21 août 2023, auxquels s'ajouteront deux autres joueurs plus tard. Le capitaine de l'équipe est Johan Deysel.
Le 28 août, la liste complète et finale est dévoilée, le talonneur Obert Nortjé et le pilier Haitembu Shikufa sont les deux derniers joueurs qui sont ajoutés à cette dernière.
Le 5 septembre, Helarius Kisting est appelé pour remplacer Chad Plato, blessé et forfait pour la compétition.
Le 16 septembre, il est annoncé que Le Roux Malan est forfait pour la suite de la compétition après sa grave blessure à la cheville survenue la veille lors de la deuxième journée. Le lendemain, Lloyd Jacobs est appelé en remplacement.

### Avants
| Nom                      | Naissance, (âge) | Club                                 | Année de 1re sélection |
| Piliers                  | Piliers          | Piliers                              | Piliers                |
| ------------------------ | ---------------- | ------------------------------------ | ---------------------- |
| Jason Benade             | 16 avril 1995    | University of Namibia RC             | 2018                   |
| Aranos Coetzee           | 14 mars 1988     | Cheetahs                             | 2015                   |
| Desiderius Sethie        | 9 décembre 1992  | University of Namibia RC             | 2017                   |
| Haitembu Shikufa         | 28 novembre 2000 | Leopards                             | 2023                   |
| Casper Viviers           | 1er juin 1988    | RC Baulois                           | 2018                   |
| Talonneurs               |                  |                                      |                        |
| Obert Nortjé (en)        | 17 avril 1997    | Sans club                            | 2017                   |
| Torsten van Jaarsveld    | 30 juin 1987     | Sans club                            | 2014                   |
| Louis van der Westhuizen | 25 février 1995  | Cheetahs                             | 2013                   |
| Deuxièmes ligne          |                  |                                      |                        |
| Tiaan de Klerk           | 12 juin 2001     | Mogliano Rugby                       | 2023                   |
| Adriaan Ludick           | 22 juillet 1998  | USA Limoges                          | 2018                   |
| Mahepisa Tjeriko         | 6 mai 1993       | University of Namibia RC             | 2017                   |
| Tjiuee Uanivi            | 31 décembre 1990 | US Montauban                         | 2014                   |
| Pieter-Jan van Lill      | 4 décembre 1983  | Capbreton Hossegor Rugby             | 2006                   |
| Troisièmes ligne aile    |                  |                                      |                        |
| Wian Conradie            | 14 octobre 1994  | Free Jacks de la Nouvelle-Angleterre | 2015                   |
| Prince ǃGaoseb           | 7 juillet 1998   | Tel Aviv Heat                        | 2018                   |
| Max Katjijeko            | 8 avril 1995     | Tel Aviv Heat                        | 2017                   |
| Johan Retief             | 10 octobre 1995  | Griquas                              | 2017                   |
| Troisièmes ligne centre  |                  |                                      |                        |
| Adriaan Booysen          | 17 mai 1996      | Jackals de Dallas                    | 2015                   |
| Richard Hardwick         | 31 mai 1994      | Melbourne Rebels                     | 2022                   |

### Arrières
| Nom                | Naissance         | Club                        | Année de 1re sélection |
| Demis de mêlée     | Demis de mêlée    | Demis de mêlée              | Demis de mêlée         |
| ------------------ | ----------------- | --------------------------- | ---------------------- |
| Oela Blaauw        | 17 octobre 2001   | Université de Johannesbourg | -                      |
| Damian Stevens     | 2 juin 1995       | Gold de La Nouvelle-Orléans | 2015                   |
| Jacques Theron     | 22 mars 1999      | Wanderers Rugby Club        | 2022                   |
| Demis d'ouverture  |                   |                             |                        |
| Helarius Kisting   | 13 janvier 1994   | Dinamo Bucarest             | 2017                   |
| Cliven Loubser     | 25 février 1997   | Welwitschias                | 2017                   |
| Andre van den Berg | 28 novembre 1999  | Wanderers Rugby Club        | 2022                   |
| Centres            |                   |                             |                        |
| Danco Burger       | 28 juillet 1998   | Wanderers Rugby Club        | 2021                   |
| Johan Deysel       | 26 septembre 1991 | Colomiers rugby             | 2013                   |
| JC Greyling        | 21 juin 1991      | Wanderers Rugby Club        | 2014                   |
| Ailiers            |                   |                             |                        |
| Gerswin Mouton     | 16 décembre 1999  | Université du Witwatersrand | 2022                   |
| Alcino Izaacs      | 16 novembre 1993  | University of Namibia RC    | 2022                   |
| Divan Rossouw      | 12 mars 1996      | Krasny Yar Krasnojarsk      | 2022                   |
| Arrières           |                   |                             |                        |
| Lloyd Jacobs       | 17 février 1993   | Kudu Rugby Club             | -                      |
| Tiaan Swanepoel    | 4 juin 1996       | Avenir valencien            | 2012                   |

## Entraîneurs
- 2003 :  Dave Waterston
- 2004 :  Danie Vermeulen
- 2004-2007 :  Johan Venter
- 2007-2008 :  Hakkies Husselman
- 2008-2011 :  Johan Diergaardt
- 2011-2015 :  Danie Vermeulen
- 2015-2020 :  Phil Davies
- 2020 :  Johan Diergaardt
- 2021-2024 :  Allister Coetzee
- depuis 2024 :  Jacques Burger